# Spin Alternative Record Guide

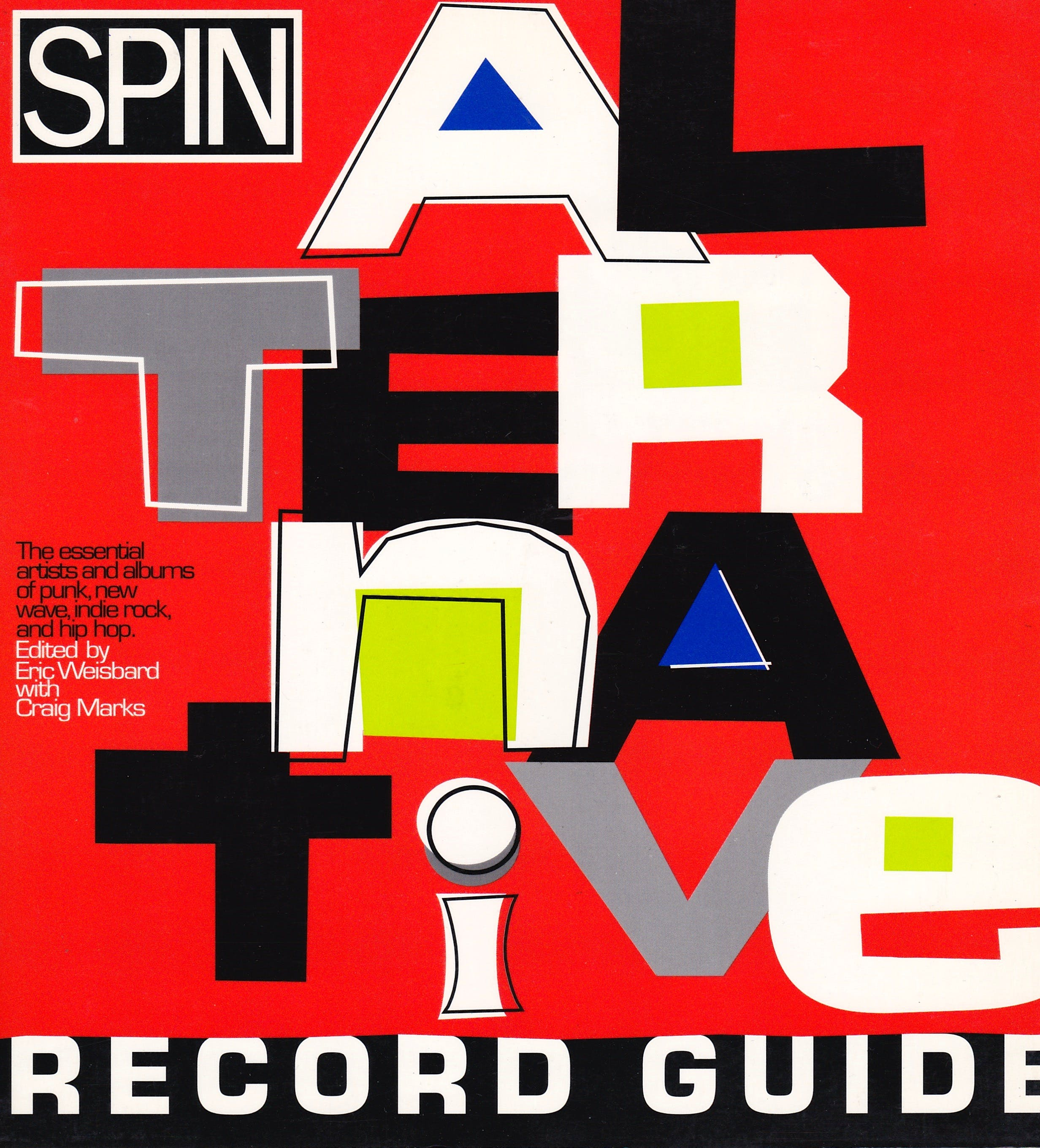
Оригинальное издание справочника Spin Alternative Record Guide 1995 года

Spin Alternative Record Guide — музыкальный справочник, составленный американским музыкальным журналом Spin и выпущенный в 1995 году издательством Vintage Books. Редакторами справочника выступили рок-критики Эрик Вайсбард и Крейг Маркс, который на тот момент был главным редактором журнала. В книге представлены эссе и рецензии от ряда известных критиков, посвящённые альбомам, исполнителям, а также отдельным жанрам, которые считаются частью альтернативной музыки. Среди авторов книги фигурируют: Энн Пауэрс, Роб Шеффилд, Саймон Рейнольдс, Чак Эдди, Майкл Азеррад и Роберт Кристгау.
Книга пользовалась умеренным спросом и получила неоднозначные оценки критиков. Они хвалили высокое качество и актуальности текстов авторов, однако сочли, что сама концепция и многогранность альтернативной музыки были определены недостаточно чётко. Тем не менее впоследствии справочник послужил вдохновением для ряда будущих музыкальных критиков и помог возродить карьеру фолк-исполнителя Джона Фэи, чья музыка была освещена на его страницах.

## Содержание
На 468-ми страницах справочника опубликованы эссе 64-х музыкальных критиков, посвящённые альбомам исполнителей, которые либо предшествовали, либо были частью движения альтернативной музыки, либо проистекали из него. Записи каждого исполнителя сопровождаются его дискографией, сами альбомы оцениваются в баллах от одного до десяти. Редакторы книги — критик Эрик Вайсбард и главный редактор Spin Крейг Маркс, консультировались с такими журналистами, как Саймон Рейнольдс, Алекс Росс, Чарльз Аарон, Майкл Азеррад, Энн Пауэрс и Роб Шеффилд, которые и написали бо́льшую часть обзоров. Альбомы исполнителей также сопровождаются текстами песен и оформлением обложек.
Хотя «альтернатива» использовалась в качестве основного термина для вне мейнстримовых рок-групп, Spin Alternative Record Guide охватывает около 500 исполнителей различных жанров, которые считаются повлиявшими на развитие альтернативной музыки. К ним относятся панк-рок 1970-х, колледж-рок 1980-х, инди-рок 1990-х, нойз-музыка, регги, электроника, новая волна, хэви-метал, краутрок, синти-поп, диско, альтернативное кантри, хип-хоп, гранж, уорлдбит и авангардный джаз. Большинство музыкантов, связанных с классическим роком, отсутствуют в справочнике, в то время как некоторые мейнстримовые поп-исполнители в нём есть, включая певицу Мадонну и группу ABBA. Среди других артистов, не имеющих отношения к жанру рок-музыки, в книге фигурируют: джазовый композитор Sun Ra, кантри-певец Лайла Ловетт, а также исполнитель каввали Нусрат Фатех Али Хан. Впоследствии Вайсбард и Маркс отмечали, что справочник задумывался как «наводящий», а не содержащий «всеобъемлющие» сведения об альтернативной музыке.
Предисловие об альтернативном роке и «альтернативных чувствах» было написано самим Вайсбардом. В нём он объясняет альтернативную музыку как направление, принципы которого «антигенерационно антиутопичны и субкультурно предполагают фрагментацию», а также «выстроены на, как правило, невротическом дискомфорте в отношении массовой и коммодифицированной культуры». Вместе с Марксом они провели опрос группы ключевых исполнителей, попросив их назвать десятку своих любимых альбомов, которые затем были напечатаны в разных частях книги. Также они курировали список «100 лучших альтернативных альбомов» для приложения к справочнику, поставив дебютный альбом группы Ramones на первое место.

## Выпуск и реакция критиков

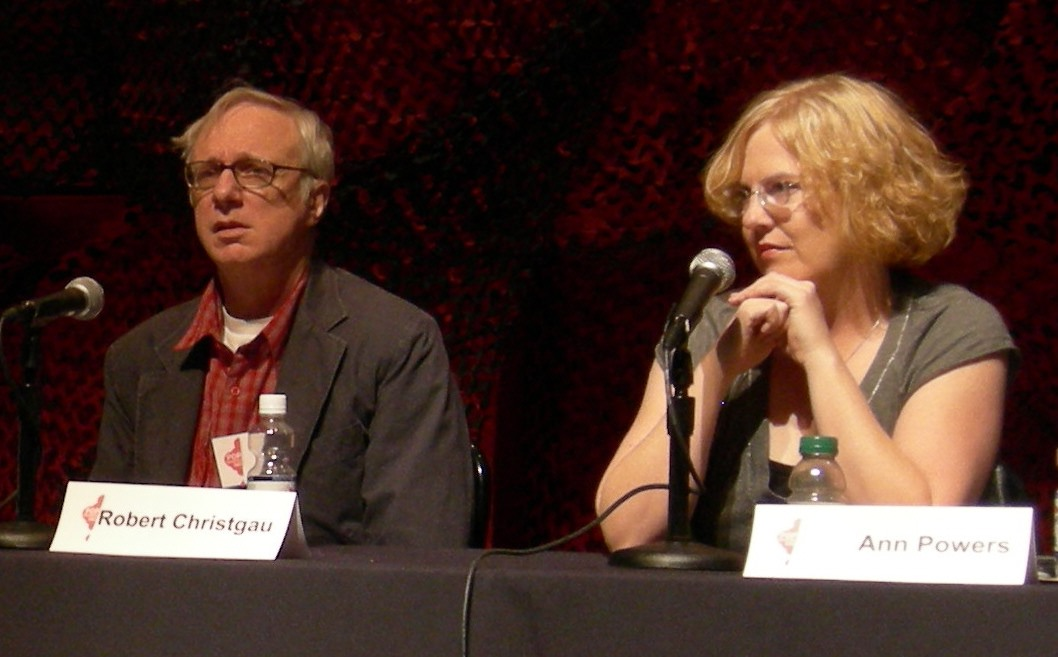
Музыкальные критики Роберт Кристгау (слева) и Энн Пауэрс являются одними из основных авторов справочника

Spin Alternative Record Guide был опубликован фирмой Vintage Books 10 октября 1995 года и стал первой книгой, составленной журналом Spin. По словам публициста Мэттью Перпетуа, справочник «не стал бестселлером».
В рецензии 1995 года Адам Мазманиан из журнала Library Journal рекомендовал книгу «как для публичных, так и для академических библиотек». По мнению публициста, размещённые в нём обзоры превосходят по «охвату и объёму» схожий по концепции справочник The Rolling Stone Album Guide (1992), который также предлагал полные дискографии фигурирующих в нём исполнителей: от Джонатана Ричмана до группы Throbbing Gristle. Также Мазманиан утверждал, что «этот справочник заполняет пробел в литературе о современной музыке» на фоне того, как «альтернатива» стала повсеместной частью в маркетинге популярной музыки. В обзоре журнала New York Magazine Ким Франс назвала справочник «хорошо отредактированным, простым и всеобъемлющим взглядом на все сумасшедшие вещи, которые слушают подростки в настоящий момент».
Реакция критика специализированного издания Booklist Гордона Флэгга была более сдержанной. Он высоко оценил список фигурирующих в справочнике альбомов и качество рецензий его авторов, однако счёл концепцию «альтернативной музыки» Вайсбарда не достаточно точно сформулированной и рекомендовал схожую по содержанию книгу The Trouser Press Record Guide (1991) в качестве более исчерпывающего источника. Ещё более резко высказалась Бет Рено из журнала Billboard, которая назвала бо́льшую часть справочника предвзятой, а его структуру неэнциклопедичной. Она также заявила, что «обязательное» эссе Вайсбарда морально устарело и крайне расплывчато в определении альтернативного рока, при этом подчеркнув, что авторы справочника «зациклены» на артистах, обильно освещаемых на страницах журнала Spin, при этом многие гораздо более соответствующие жанру «альтернативы» исполнители отсутствуют в книге в пользу «вызывающих вопросы» музыкантов.

## Наследие и влияние
Лично меня эта книга познакомила с широким кругом исполнителей, предоставила мне историческую перспективу и зацепила своим стилем критики, который является чрезвычайно эрудированным, но подаётся лёгким и потешным языком.
После редактирования справочника Вайсбард сделал паузу в работе над защитой докторской диссертации по философии в Калифорнийском университете в Беркли и принял предложение войти в штат журнала Spin, что положило начало его карьере рок-критика. Между тем, опубликованная в книге рецензия о фолк-гитаристе Джоне Фэи, написанная Байроном Коли, помогла вернуть внимание публики к музыке этого исполнителя. По словам Бена Рэтлифа из газеты The New York Times, она стала толчком к возобновлению интереса к гитаристу со стороны лейблов звукозаписи и альтернативной музыкальной сцены, что помогло возродить его карьеру.
Впоследствии американский критик Чак Клостерман (специализировавшийся на поп-культуре) назвал Spin Alternative Record Guide одной из пяти своих любимых книг, заявив в 2011 году: «Боюсь, что это могут не напечатать, но это, наверное, моя любимая музыкальная книга всех времён. С момента её публикации в 1995 году, я сомневаюсь, что прошел хотя бы год, когда я не перечитал хотя бы её часть». Роберт Кристгау, который внес существенный вклад в создание справочника, писал, что в то время как большинство музыкальных руководств и энциклопедий, которые он консультировал, ничем не выделялись, Spin Alternative Record Guide — одно из немногих «полезных исключений» благодаря тому, что содержит весьма «острые высказывания» от таких рецензентов, как Вайсбард и Шеффилд. В свою очередь, публицистка Мора Джонстон впоследствии отмечала, что список «100 лучших альбомов» справочника вполне удовлетворял «вкусам Поколения X, следящим за модными тенденциями».
В 2011 году Spin Alternative Record Guide был включён в список любимых книг по музыкальной тематике редакции портала Pitchfork. В предисловии, сопровождающем этот список, Перпетуа отметил, что авторами книги являются либо лучшие критики того времени, либо те, кто с тех пор стал важной фигурой в музыкальной журналистике, они обрисовывают «альтернативное нутро», выискивая и объединяя музыку разных жанров во «всеобъемлющем, непредубежденном исследовании, охватывающем то, что обычно остаётся за бортом — в значительной степени весь рок, ориентированный на бэби-бумеров, — так и то, что безусловно включает [жанр альтернативной музыки]». По словам Перпетуа, «число молодых читателей, [которые] начали заниматься музыкальной критикой» благодаря книге, было намного больше её проданных копий. Мэтью Шниппер, редактор The Fader, купил книгу на старте продаж, отметив, что он использовал её в качестве т. н. «потребительского гида» в своём журнале в течение 10 лет. Помимо его влияния на будущих музыкальных критиков, гитарист Уильям Тайлер упоминал справочник как свой единственный источник музыкального образования, появившийся в до-интернетную эпоху, наткнувшись на него в книжном магазине спустя небольшой период после его публикации: «У них [в книге] были рецензии на всех этих разнородных людей, о которых я никогда не слышал: Can, Джон Зорн, [Джон] Фэи, и бог знает кого ещё».